# Sint-Annakapel (Haelen)

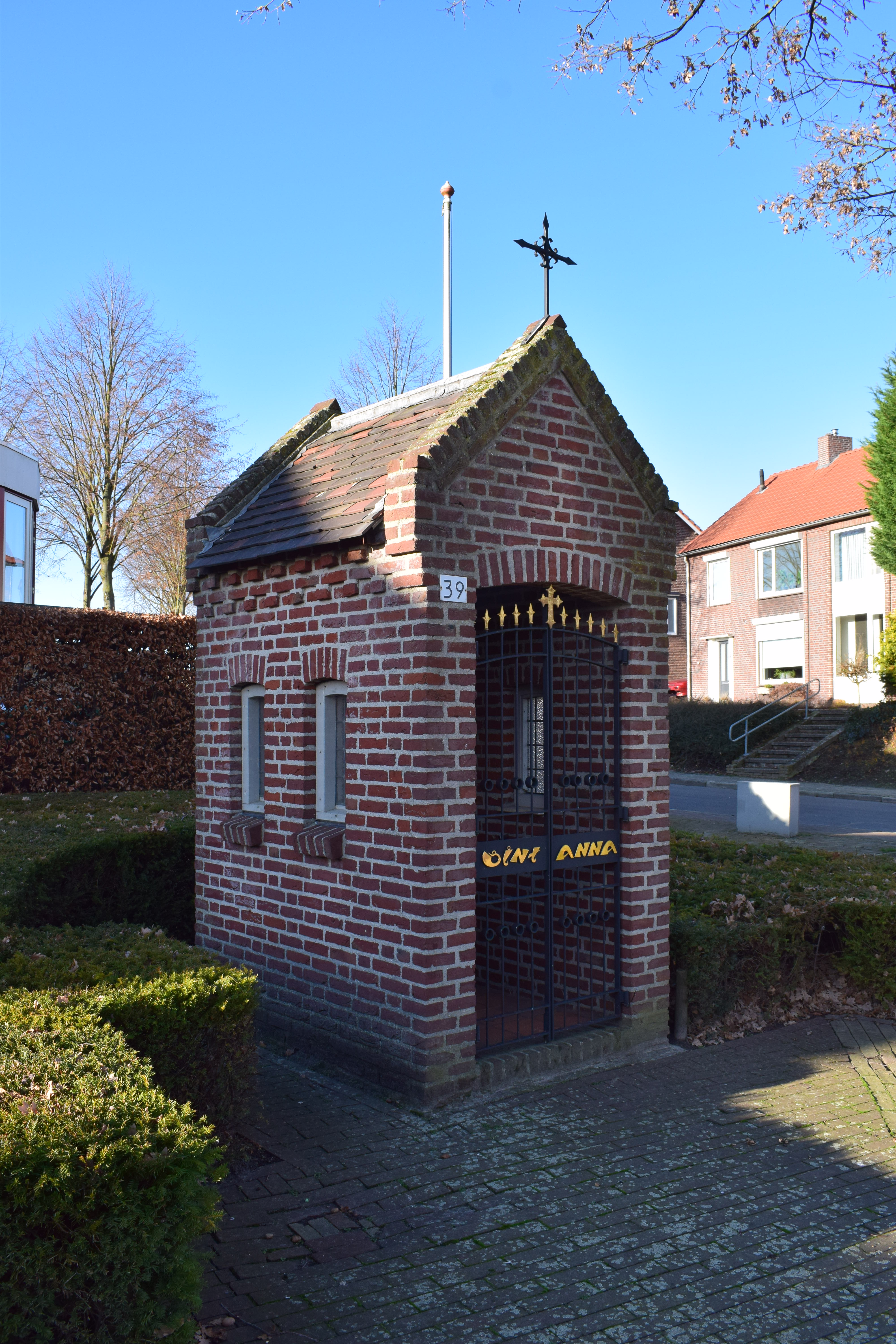
De Sint-Annakapel

De Sint-Annakapel is een kapel in Haelen in de Nederlandse gemeente Leudal. De kapel staat op de hoek van de Nunhemseweg en de Bernhardstraat in het noordoosten van het dorp.
De kapel is gewijd aan de heilige Anna.

## Geschiedenis
In 1939 werd er een Sint-Annakapel gebouwd. Met de verharding van de Nunhemseweg moest de kapel in 1969 wijken voor het verkeer en werd vlak bij de oorspronkelijke plek herbouwd. Op 25 augustus 1985 werd de herbouwde kapel ingewijd.

## Gebouw
De rode bakstenen kapel is opgetrokken op een rechthoekig grondplan en wordt gedekt door een verzonken zadeldak met leien. De beide zijgevels bevatten elk twee segmentboogvensters met glas in lood en onder de dakrand een dubbele bloktandlijst. In de rechter zijgevel is een natuurstenen gedenksteen aangebracht die herinnert aan de eerstesteenlegging. De frontgevel en achtergevel zijn een puntgevel met op de top van de frontgevel een smeedijzeren kruis. In de frontgevel bevindt zich de segmentboogvormige toegang van de kapel die wordt afgesloten met een zwart geschilderd ijzeren hekwerk met goud geschilderde Franse lelies en de tekst Sint Anna.
Van binnen is de kapel uitgevoerd in baksteen. Tegen de achterwand is het bakstenen altaar gemetseld met in de achterwand een ondiepe segmentboogvormige nis. Op het altaar staat het witte natuurstenen Annabeeld dat de heilige toont met in haar handen een opengeslagen boek dat ze gebruikt om de naast haar staande dochter Maria te leren lezen. Op de sokkel van het beeld staat de tekst: (B.V.O. = bid voor ons)

H. MOEDER ANNA B.V.O.
H. MARIA OORZAAK van
ONZE BLIJDSCHAP B.V.O.